# Jacamar becgroc
El jacamar becgroc (Galbula albirostris) és una espècie d'ocell de la família dels galbúlids (Galbulidae) que habita la selva humida de l'est de Colòmbia, sud de Veneçuela, Guaiana, est del Perú i Brasil amazònic.

## Taxonomia
Segons la classificació de l'IOC (versió 7.3) aquesta espècie està formada per dues subespècies:
- G. a. albirostris Latham, 1790. De Colòmbia oriental, Veneçuela, Guaianes i Brasil septentrional.
- G. a. chalcocephala Deville, 1849. De Colòmbia meridional, l'Equador, nord-oest del Perú i zona limítrofa del Brasil.

La classificació del Handbook of the birds of de World Alive considera la segunda com una espècie diferent: jacamar de capell porpra (Galbula chalcocephala).